# Дмитровское княжество
Дмитровское княжество (Дмитровский удел) — русское княжество с центром в городе Дмитров, сформировавшееся как независимое государственное образование между 1280 и 1334 годами. С 1360—1533 годов — удельное княжество в составе Московского великого княжества. Ликвидировано в 1569 году одним из последних на Руси.
Образовалось в ходе распада Галицко-Дмитровского княжества в 30-е года XIV века.
В XVII веке вместо Дмитровского княжества уже упоминается Дмитровский уезд, с такими же границами.

## Территория
На западе дмитровские земли включали в себя все течение Яхромы, Лутосны и верховья Сестры, где духовная грамота 1389 года Дмитрия Донского упоминает дмитровскую волость — Лутосну с Отъездцем. На севере Дмитрову принадлежали левобережье Вели и Дубны. Здесь проходили границы Дмитровского с Кашинским и Переяславским княжествами.
Территория Дмитровского княжества в селениях и волостях в XV веке имеет границы с Московским княжеством: на юго-западе по верховьям рек Маглуши и Истры, на юге подходили к истокам Клязьмы и Учи, на востоке и юго-востоке в районе верховий Яхромы, Вори и Талицы.
В XVI веке границы Дмитровского княжества окончательно формируются, так в межевой грамоте 1504 года границы уже практически не меняются. Согласно писцовым книгам Ивана Звенигородского на 1564 год в княжество входят следующие станы: Каменский (по речке Каменке), Повельский (по реке Веля), Вышегородский (Вышгород), Берендеевский (Пятница-Береднеево), Лутосенский (по реке Лутосня), Раменский, Инобожский, Зарадомный, Кузьмодемьянской слободки, Троицкий Бортный, Мушковский.
Некоторые территории упоминаются в документах то как московские, то как дмитровские территории. Например, по духовной грамоте Дмитрия Донского за дмитровским князем Петром Дмитриевичем упоминаются волости: Радонеж, Корзенев, Воря и территория до Гуслиц. В дальнейшем, Радонежская волость с Сергиевым Посадом входили в состав Дмитровского уезда, правопреемником Дмитровского княжества.
Зону влияния дмитровских князей можно видеть по вотчнинным владениям Дмитровского Борисоглебского монастыря, получившего расцвет вместе с ростом Дмитровского княжества. Вотчинные владения монастыря были даны по жалованным грамотам удельных Дмитровских князей Юрия Васильевича и Юрия Ивановича.
Также крупными землевладельцами являлись Троице-Сергиев монастырь и Николо-Пешношский монастырь, располагающиеся в Дмитровском княжестве.

## История

### Образование княжества

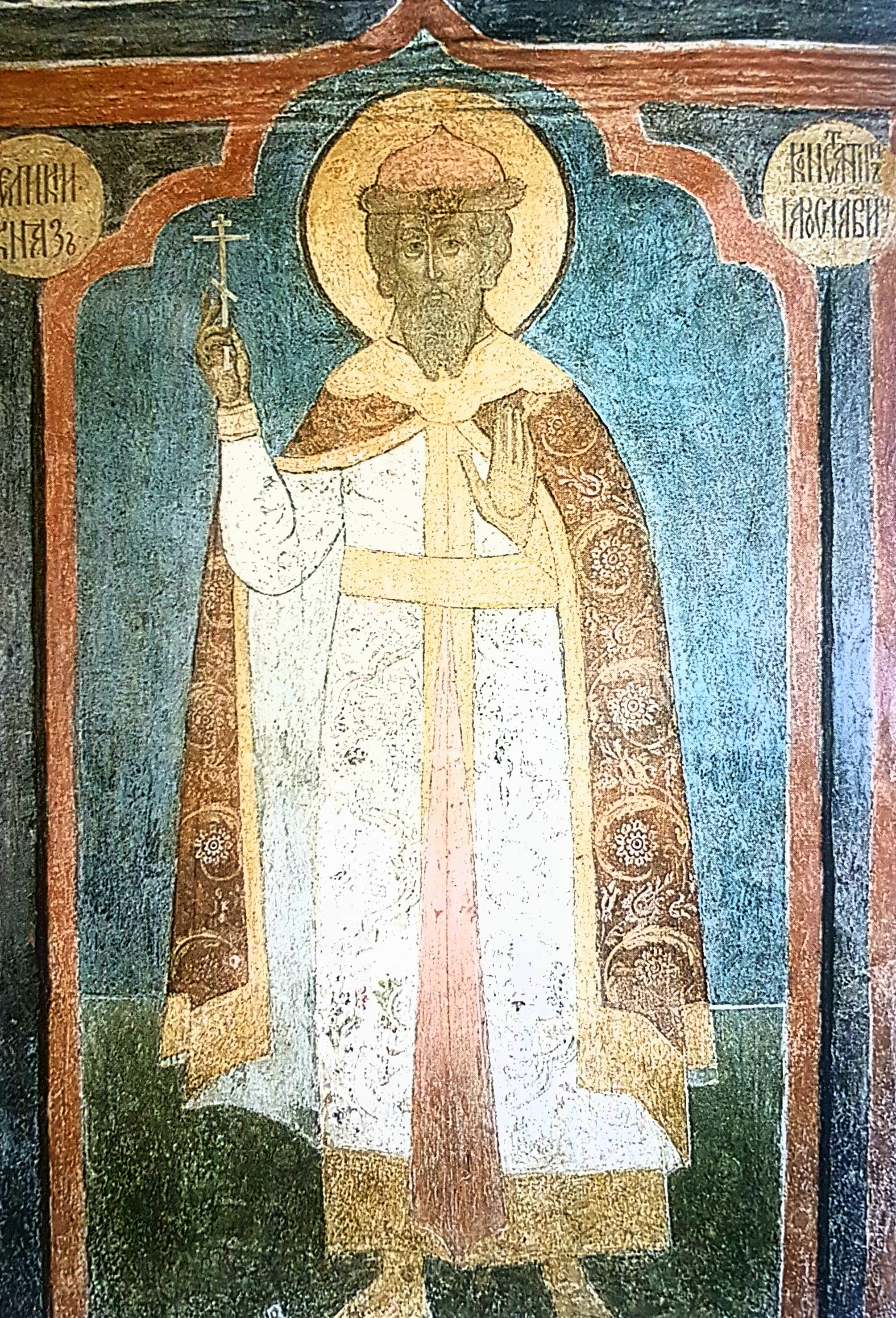
Портрет князя Константина Ярославовича в росписи Архангельского собора Кремля (XVII в.)

Около 1247 года великий князь Владимирский Святослав III Всеволодович закрепил за своими племянниками, сыновьям великого князя Ярослава II, княжества в уделы. Константину досталось Галицко-Дмитровское княжество. Это было образование с разделёнными дальними расстояниями центрами, которое вскоре распалось. Последним известным его князем был скончавшийся в 1280 году Давыд Константинович, внук Ярослава Всеволодовича.
Правил ли после Давыда Дмитровом и Галичем вместе ещё кто-то и когда состоялся раздел княжества, доподлинно не известно. Однако под 1334 годом упоминается смерть князя Бориса Дмитровского, а в 1335 — Фёдора Галицкого. То есть распад произошёл между 1280 и 1334 годами. Борис, таким образом, является первым известным дмитровским князем. Обычно его считают сыном Давыда Константиновича.
В начале XIV века при Михаиле Ярославиче (в 1304—1318 князь Владимирский) Дмитровское и Галицкое княжества по предположению В. А. Кучкина находились в некоторой зависимости от Владимирского княжества, при этом Борис с 1313 года был назначен наместником в Пскове, князем в котором был сын Фёдора Галицкого Иван.
Вторым князем собственно в Дмитрове после 1334 стал сын Бориса Дмитрий (умер ок. 1363 года).

### Князья

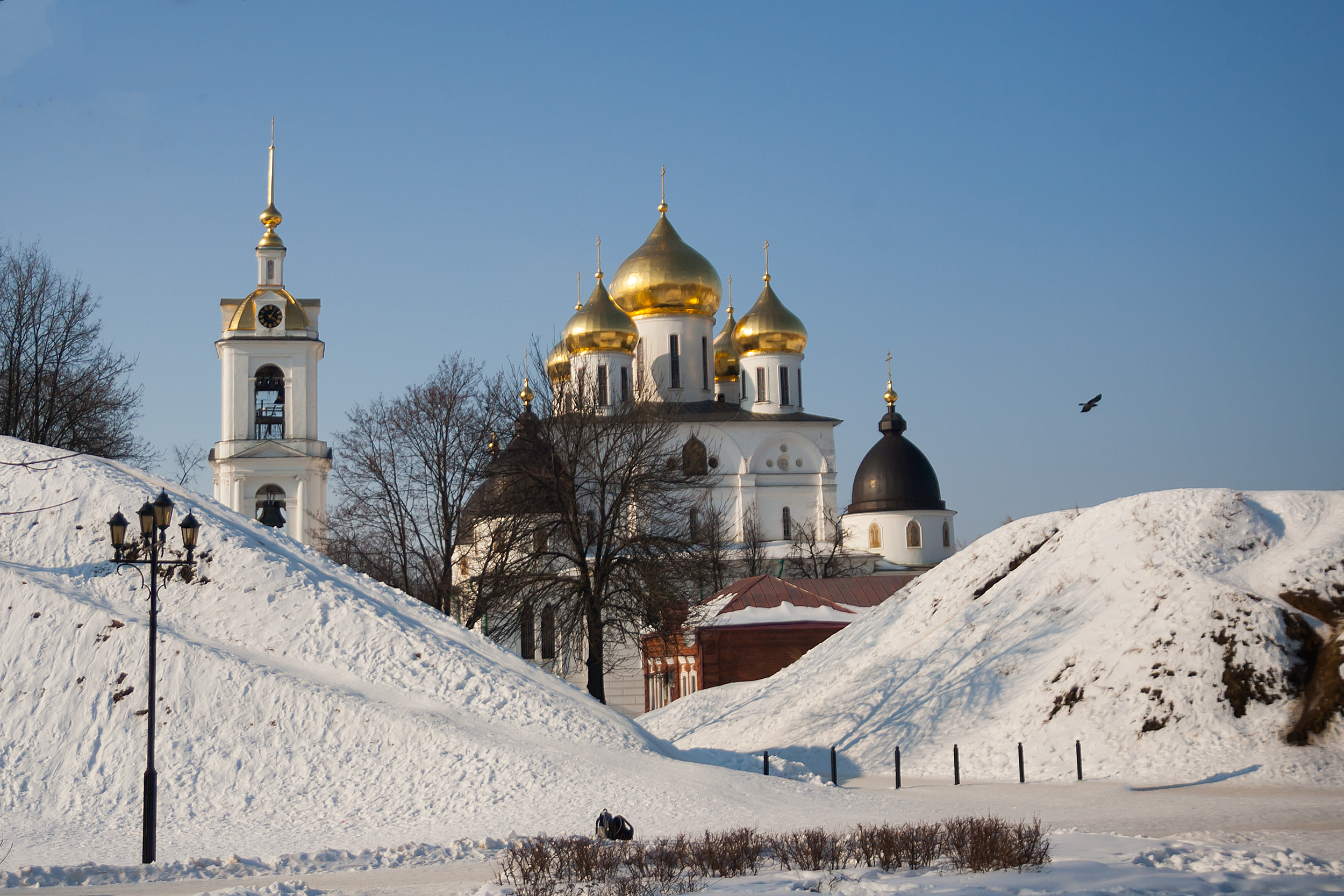
Сохранившийся земляной вал XII—XIII века Дмитровского кремля

В 1372—1389 годах в Дмитрове и Галиче княжил Владимир Андреевич Храбрый. В 1389 году между ним и Дмитрием Донским возникли разногласия, поскольку тот отнял у Владимира эти земли. Вопрос был решён мирным путём уже в марте, а в мае Дмитрий умер. С 1389 по 1428 год в Дмитрове княжил четвёртый (по другим данным шестой) сын Дмитрия Пётр (1385—1428). Затем Василий II Тёмный в 1447 году отдаёт Дмитров Василию Ярославичу Серпуховско-Боровскому, но в 1454 году меняет его на Звенигород, а Дмитров в 1462 году завещает своему сыну Юрию (Георгию) Васильевичу.
После смерти Юрия Васильевича в 1473 году Иван III даёт княжество Андрею Борисовичу Микулинскому, а в 1505 году завещает сыну Юрию Ивановичу (1480—1536), который и княжил в Дмитрове до 1533 года, когда умер Василий III и на престол вступил Иван IV.
В это время в составе Великого княжества Московского осталось всего два удельных княжества: Дмитровское (со Звенигородом) и Старицкое (c Вереей). Юрий был на год моложе своего брата Василия III и ему было трудно смириться с тем, что трон переходит к трехлетнему ребёнку Ивану. Поэтому Елена Глинская не дала ему уехать после похорон брата в Дмитров, заточив в темницу. Там он умер в 1536 году.
После его смерти единственным удельным князем в России оказался младший брат Юрия и Василия Андрей Иванович, князь Старицкий. В 1537 году он, однако, бежал в Новгород, где пытался поднять мятеж, был схвачен и лишён всех владений. В 1541 году Старицкое княжение возвращается его сыну Владимиру, а в 1566 году Иван Грозный меняет Старицу на Дмитров. В 1569 году царь вызвал Владимира к себе в Александровскую слободу и умертвил.
Владимир Андреевич был последним удельным князем в Дмитрове и на тот момент вообще на Руси.

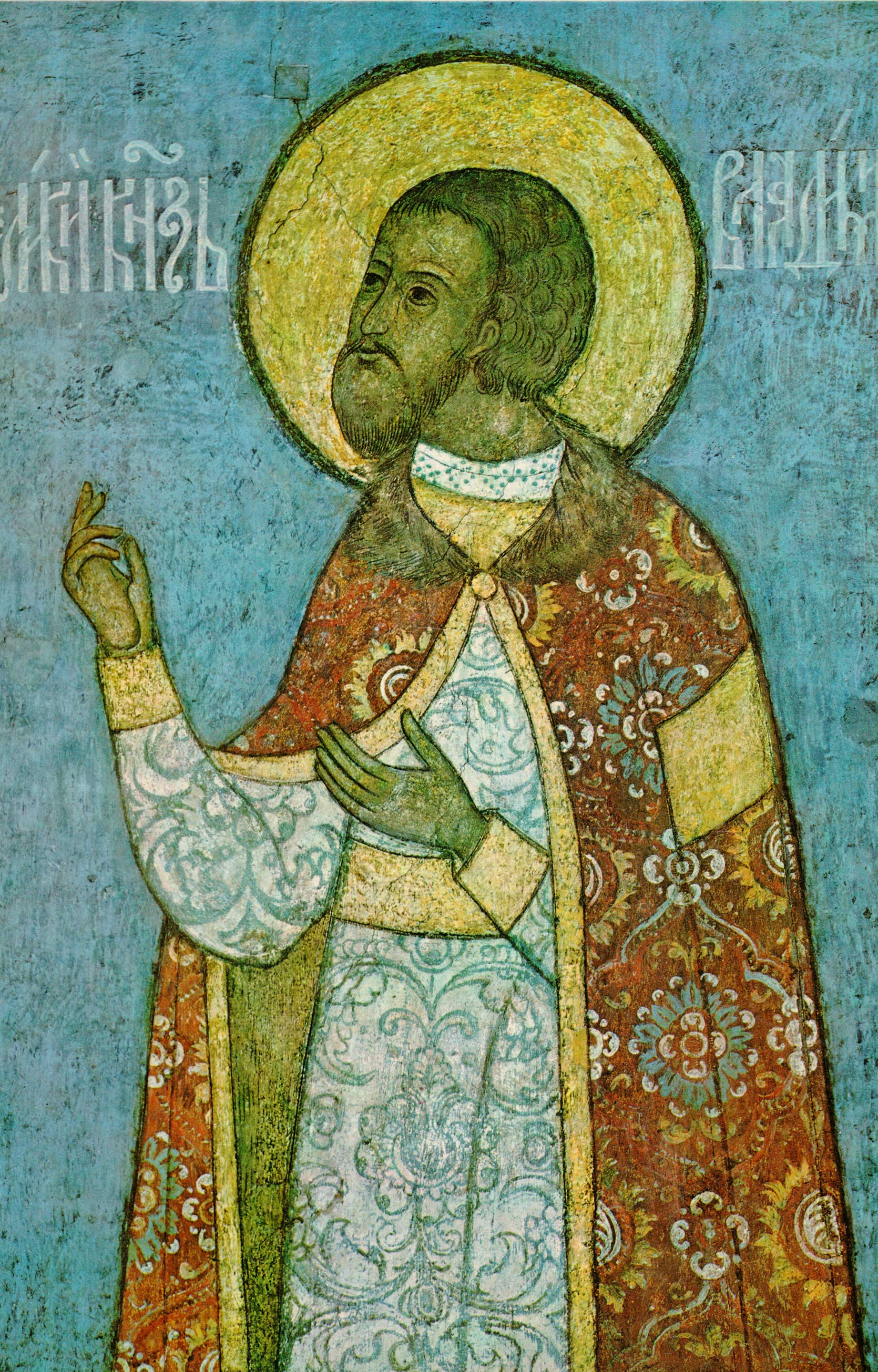
Фрескаиз Архангельского собора с изображением Владимира, князя Дмитровского в 1372—1389 гг.
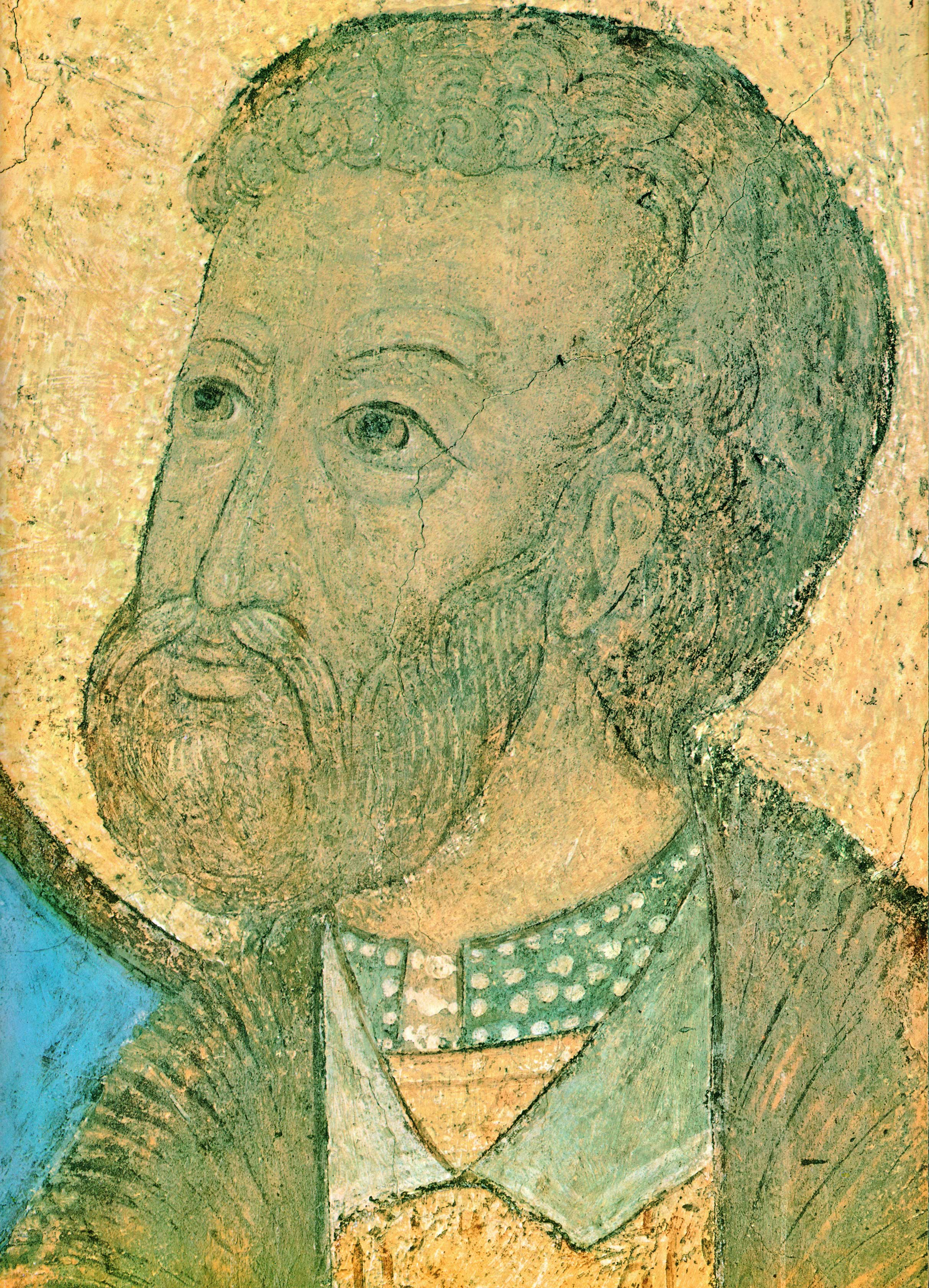
Фреска из Архангельского собора с изображением Петра, князя Дмитровского в 1389—1428 гг.
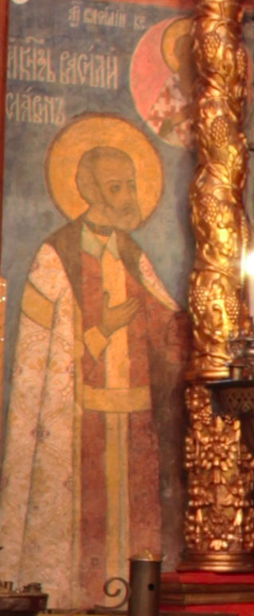
Фреска из Архангельского собора с изображением Василия, князя Дмитровского в 1447—1454 гг.
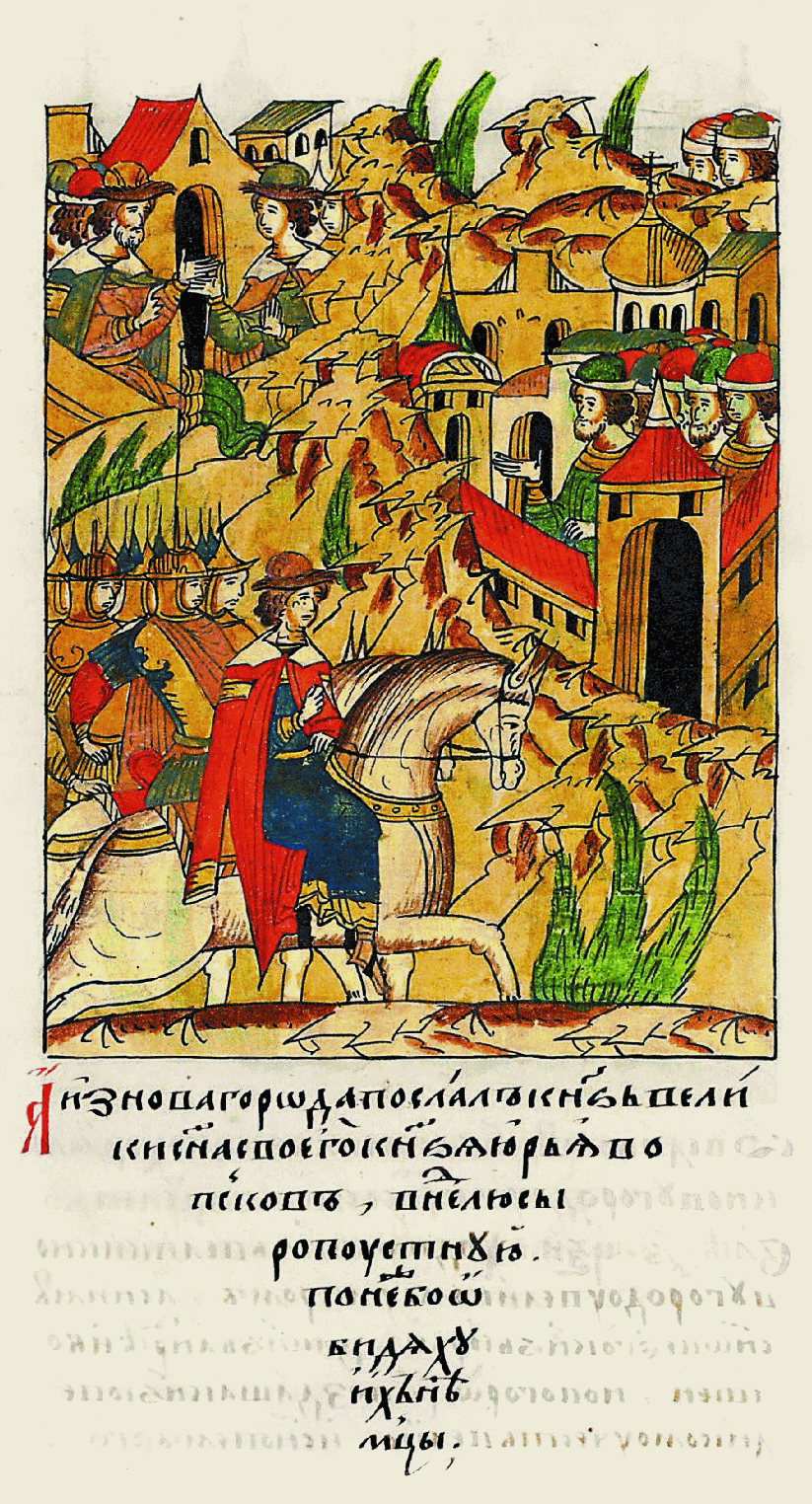
Миниатюра из Лицевого летописного свода с изображением Юрия Васильевича, князя Дмитровского в 1462—1473 гг.
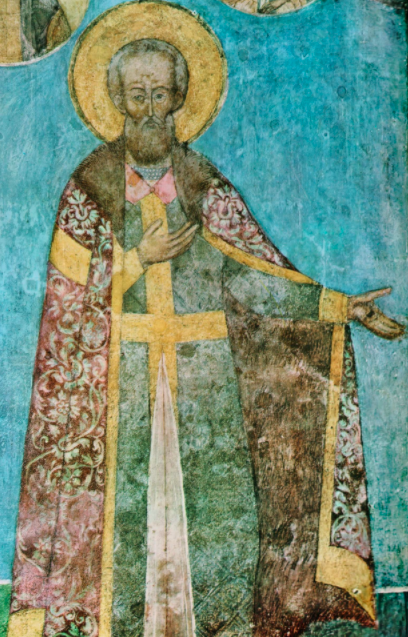
Фреска из Архангельского собора с изображением князя Юрия Ивановича, князя Дмитровского в 1505—1533 гг.
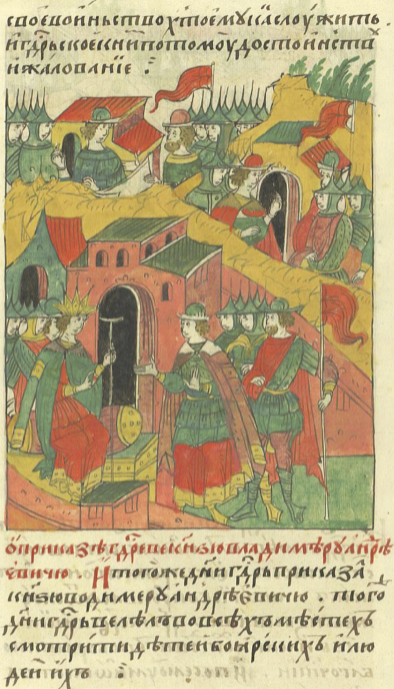
Миниатюра из Лицевого летописного свода: Иван IV Грозный и Владимир Старицкий — последний князь Дмитровский в 1566—1569 гг.

### Вхождение Дмитрова в состав Московского княжества
В последней духовной великого князя Ивана II Красного (1359) Дмитров ещё не упоминается в составе московских владений, а в 1368 московская, дмитровская и коломенская рати под командованием Дмитрия Ивановича выступили против Ольгерда, то есть Дмитров уже входит в Московское княжество, потеряв между этими датами свою самостоятельность. Обычно в качестве даты включения Дмитрова в состав московских земель называются 1360 или 1364 год.
В 1360 в Галиче с помощью Орды князем становится Дмитрий Борисович. Часто его отчество считают ошибкой летописцев, а правильным — Иванович. Однако по версии В. А. Кучкина это был именно князь дмитровский: один из его внуков владел вотчиной в Дмитрове. Эти факты могут иллюстрировать, что связь Дмитрова и Галича сохранялась и после распада единого княжества. То, почему Дмитрий Борисович оказался на галичском столе, объясняется Кучкиным тем, что потерявшая власть над Владимиром Москва в 1360 расширила свои владения за счёт Дмитрова, а последовавшая за этим попытка Орды перераспределением ярлыков на княжение ослабить влияние Москвы в том числе нашла для бывшего дмитровского князя новые владения.
В 1363 Галич также теряет самостоятельность и отходит к Москве.
Вхождение в состав Московского княжества первое время привели к отрицательным для Дмитрова последствиям, поскольку он оказался вовлечён в конфликты Москвы с другими могущественными силами того времени. Сначала в 1372 враждовавший с Дмитрием Ивановичем тверской князь Михаил Александрович разорил окрестности (сам Дмитров откупился), а затем в 1382 татарский хан Тохтамыш сжёг город.
В XVII веке вместо Дмитровского княжества уже упоминается Дмитровский уезд, имеющий аналогичные границы.

## Экономика
Вскоре, однако, проявились и положительные стороны общерусского единства, связанные с развитием торговли. Дмитров стал северным портом Москвы, куда по суше доставлялись товары, где их перегружали на лёгкие суда и везли по Яхроме и Сестре в верховья Волги. Дальше путь разветвлялся — можно было двигаться как на север, так и на восток. Герберштейн, посетивший Московию как раз во время максимального расцвета дмитровской торговли, отметил, что «местные купцы имеют великие богатства, так как они без особого труда ввозят из Каспийского моря по Волге товары по различным направлениям и даже в самую Москву». Велась торговля солью, пушниной и ловчими птицами с Русским Севером, куда вывозился хлеб.
Вторым по значению городом княжества был ныне исчезнувший Вышгород-на-Яхроме. Это был большой по меркам средневековья город-крепость площадью около 10 гектаров, находившийся на Баран-горе (отроге Клинско-Дмитровской гряды), в месте впадения реки Комарихи в реку Яхрому. В городе находилась одна из резиденций дмитровских князей. Окончательно Вышгород-на-Яхроме был разграблен и сожжен в Смутное Время польско-литовскими интервентами.
Помимо Дмитрова и Вышгорода-на-Яхроме, важными торговыми центрами княжества были монастыри: Медведева пустынь, Николо-Пешношский и Троице-Сергиев монастырь. Также некоторые крупные сёла: Рогачёво.
Рост значения Дмитровского княжества хорошо виден по положению его князей. Одним из первых был Пётр Дмитриевич — четвёртый сын Дмитрия Донского. Василий II Тёмный и Иван III уже передавали город своим вторым сыновьям Юрию Васильевичу и Юрию Ивановичу. Учитывая, что наделение землями сыновей велось по старшинству, Дмитров в XV веке стал весьма завидным уделом.